# Gran Premio de Yugoslavia de Motociclismo de 1983
El Gran Premio de Yugoslavia de Motociclismo de 1983 fue la séptima prueba de la temporada 1983 del Campeonato Mundial de Motociclismo. El Gran Premio se disputó el 12 de junio de 1983 en el Automotodrom Grobnik.

## Resultados 500cc
El estadounidense Freddie Spencer consigue la quinta victoria de la temporada. Su rival de esta temporada Kenny Roberts salió muy retrasado y tan solo pudo ser cuarto.
| Pos. | Piloto               | Equipo | Tiempo     | Pts. |
| ---- | -------------------- | ------ | ---------- | ---- |
| 1    | Freddie Spencer      | Honda  | 50:19.820  | 15   |
| 2    | Randy Mamola         | Suzuki | +7.410     | 12   |
| 3    | Eddie Lawson         | Yamaha | +19.860    | 10   |
| 4    | Kenny Roberts        | Yamaha | +26.820    | 8    |
| 5    | Takazumi Katayama    | Honda  | +47.160    | 6    |
| 6    | Marc Fontan          | Yamaha | +57.670    | 5    |
| 7    | Boet van Dulmen      | Suzuki | +1:09.140  | 4    |
| 8    | Giovanni Pelletier   | Honda  | +1:14.800  | 3    |
| 9    | Marco Lucchinelli    | Honda  | +1:15.140  | 2    |
| 10   | Sergio Pellandini    | Suzuki | +1:37.040  | 1    |
| 11   | Jack Middelburg      | Honda  | +1 Vuelta  |      |
| 12   | Walter Migliorati    | Suzuki | +1 giro    |      |
| 13   | Barry Sheene         | Suzuki | +1 Vuelta  |      |
| 14   | Philippe Coulon      | Suzuki | +1 Vuelta  |      |
| 15   | Wolfgang von Muralt  | Suzuki | +1 Vuelta  |      |
| 16   | Franck Gross         | Honda  | +1 Vuelta  |      |
| 17   | Gustav Reiner        | Suzuki | +1 Vuelta  |      |
| 18   | Fabio Biliotti       | Honda  | +1 Vuelta  |      |
| 19   | Eero Hyvärinen       | Suzuki | +1 Vuelta  |      |
| 20   | Beni Slydal          | Suzuki | +1 Vuelta  |      |
| 21   | Ernst Gschwender     | Suzuki | +1 Vuelta  |      |
| 22   | Peter Huber          | Suzuki | +2 Vueltas |      |
| 23   | Chris Guy            | Suzuki | +2 Vueltas |      |
| 24   | Franz Kaserer        | Suzuki | +3 Vueltas |      |
| 25   | Josef Ragginger      | Suzuki | +3 Vueltas |      |
| Ret  | Marco Greco          | Suzuki | Ret        |      |
| Ret  | Maurizio Massimiani  | Honda  | Ret        |      |
| Ret  | Franco Uncini        | Suzuki | Ret        |      |
| Ret  | Keith Huewen         | Suzuki | Ret        |      |
| Ret  | Ron Haslam           | Honda  | Ret        |      |
| Ret  | Dimitrios Papandreou | Yamaha | Ret        |      |
| Ret  | Børge Nielsen        | Suzuki | Ret        |      |
| DNS  | Raymond Roche        | Honda  | DNS        |      |
| DNS  | Leandro Becheroni    | Suzuki | Ret        |      |
| DNS  | Virginio Ferrari     | Cagiva | DNS        |      |

## Resultados 250cc
La carrera de 250 cc. vio un nuevo triunfo, el tercero esta temporada, del venezolano Carlos Lavado quien efectuó una gran remontada tras su mediocre salida.
| Pos. | Piloto                 | Moto        | Tiempo    | Pts. |
| ---- | ---------------------- | ----------- | --------- | ---- |
| 1    | Carlos Lavado          | Yamaha      | 49:09.170 | 15   |
| 2    | Christian Sarron       | Yamaha      | +8.080    | 12   |
| 3    | Manfred Herweh         | Real        | +8.350    | 10   |
| 4    | Jean-François Baldé    | Chevallier  | +8.630    | 8    |
| 5    | Guy Bertin             | MBA         | +13.930   | 6    |
| 6    | Jacques Bolle          | Pernod      | +26.160   | 5    |
| 7    | Jean-Louis Guignabodet | Rotax       | +38.100   | 4    |
| 8    | Jean-Marc Toffolo      | Rotax       | +55.680   | 3    |
| 9    | Massimo Matteoni       | Yamaha      | +55.890   | 2    |
| 10   | Patrick Fernandez      | Bartol      | +1:04.670 | 1    |
| 11   | Teruo Fukuda           | Yamaha      | +1:04.880 |      |
| 12   | Siegfried Minich       | Rotax       | +1:05.110 |      |
| 13   | Thierry Rapicault      | Yamaha      | +1:06.750 |      |
| 14   | Bruno Lüscher          | Yamaha      | +1:13.440 |      |
| 15   | Thierry Espié          | Chevallier  | +1:21.670 |      |
| 16   | Harald Eckl            | Yamaha      | +1:32.010 |      |
| 17   | Jean-Michel Mattioli   | Yamaha      | +1:35.780 |      |
| 18   | Kiyotaka Sakai         | Yamaha      | +1:41.810 |      |
| 19   | Tony Head              | Armstrong   | +1 Vuelta |      |
| 20   | Edwin Weibel           | Yamaha      | +1 Vuelta |      |
| 21   | Manfred Obinger        | Yamaha      | +1 Vuelta |      |
| Ret  | Didier de Radiguès     | Chevallier  | Ret       |      |
| Ret  | Leif Nielsen           | Rotax       | Ret       |      |
| Ret  | Martin Wimmer          | Yamaha      | Ret       |      |
| Ret  | Iván Palazzese         | Yamaha      | Ret       |      |
| Ret  | Hervé Guilleux         | Kawasaki    | Ret       |      |
| Ret  | Jean-Louis Tournadre   | Yamaha      | Ret       |      |
| Ret  | Roland Freymond        | Armstrong   | Ret       |      |
| Ret  | Alan Carter            | Yamaha      | Ret       |      |
| Ret  | Paolo Ferretti         | Rotax       | Ret       |      |
| Ret  | Reinhold Roth          | MBV         | Ret       |      |
| Ret  | Herbert Bessendörfer   | Yamaha      | Ret       |      |
| Ret  | Bernard Fau            | Yamaha      | Ret       |      |
| Ret  | Antonio García Moreno  | Yamaha      | Ret       |      |
| Ret  | Gabriel Grabia         | Yamaha      | Ret       |      |
| Ret  | Luis Miguel Reyes      | Kobas       | Ret       |      |
| Ret  | Ángel Nieto            | Yamaha      | Ret       |      |
| DNQ  | Jeffrey Sayle          | Bartol      | DNQ       |      |
| DNQ  | Eric Saul              | Yamaha      | DNQ       |      |
| DNQ  | August Auinger         | EMCO-Bartol | DNQ       |      |
| DNQ  | Vladimir Hegel         | Sever-MBA   | DNQ       |      |
| DNQ  | Marijan Kosic          | -           | DNQ       |      |
| DNQ  | Mitja Erjavec          | -           | DNQ       |      |
| DNQ  | Massimo Broccoli       | Yamaha      | DNQ       |      |
| DNQ  | Thierry Feuz           | Yamaha      | DNQ       |      |
| DNQ  | Ivan Sola              | -           | DNQ       |      |
| DNQ  | A. Berger              | Yamaha      | DNQ       |      |

## Resultados 125cc
El piloto suizo Bruno Kneubühler consiguió la victoria en una carrera marcada por las caídas. El vigente líder de la general Ángel Nieto se cayó cuando iban líder de la carrera pero conserva con firmeza el liderazgo de la general.
Durante esta carrera, Rolf Rüttimann se estrella violentamente contra un guardarraíl y muere camino del hospital.
| Pos. | Piloto               | Moto      | Tiempo    | Pts. |
| ---- | -------------------- | --------- | --------- | ---- |
| 1    | Bruno Kneubühler     | MBA       | 35:16.670 | 15   |
| 2    | Maurizio Vitali      | MBA       | +1.740    | 12   |
| 3    | Stefano Caracchi     | MBA       | +7.080    | 10   |
| 4    | Johnny Wickström     | MBA       | +14.540   | 8    |
| 5    | Pierluigi Aldrovandi | MBA       | +15.000   | 6    |
| 6    | Lucio Pietroniro     | MBA       | +15.410   | 5    |
| 7    | Erich Klein          | MBA       | +26.940   | 4    |
| 8    | Stefan Dörflinger    | MBA       | +39.250   | 3    |
| 9    | Hugo Vignetti        | MBA       | +48.790   | 2    |
| 10   | Jacky Hutteau        | MBA       | +49.350   | 1    |
| 11   | Ángel Nieto          | Garelli   | +54.820   |      |
| 12   | Anton Straver        | MBA       | +1:19.070 |      |
| 13   | Helmut Lichtenberg   | MBA       | +1:19.890 |      |
| 14   | Libero Piccirillo    | MBA       | +1:23.900 |      |
| 15   | Jean-Claude Selini   | MBA       | +1:27.930 |      |
| 16   | Paul Bordes          | MBA       | +1:30.110 |      |
| 17   | Alojz Pavlič         | MBA       | +1:33.620 |      |
| 18   | Robert Hmeljak       | MBA       | +1:41.070 |      |
| 19   | Zdravko Matulja      | MBA       | +1:45.960 |      |
| Ret  | Fausto Gresini       | MBA       | Ret       |      |
| Ret  | Hans Müller          | MBA       | Ret       |      |
| Ret  | Ricardo Tormo        | MBA       | Ret       |      |
| Ret  | Gerhard Waibel       | MBA       | Ret       |      |
| Ret  | Pier Paolo Bianchi   | Sanvenero | Ret       |      |
| Ret  | August Auinger       | MBA       | Ret       |      |
| Ret  | Willy Pérez          | MBA       | Ret       |      |
| Ret  | Henk van Kessel      | MBA       | Ret       |      |
| Ret  | Rolf Rüttimann       | MBA       | Ret       |      |
| Ret  | Ezio Gianola         | MBA       | Ret       |      |
| Ret  | Andrés Sánchez       | MBA       | Ret       |      |
| Ret  | Janez Pintar         | MBA       | Ret       |      |
| Ret  | Per-Edvard Carlsson  | MBA       | Ret       |      |
| Ret  | Massimo de Lorenzi   | MBA       | Ret       |      |
| Ret  | Giuseppe Ascareggi   | MBA       | Ret       |      |
| Ret  | Hans Spaan           | MBA       | Ret       |      |
| Ret  | Bady Hassaine        | MBA       | Ret       |      |
| DNQ  | Nikica Sinjkevic     | MBA       | DNQ       |      |
| DNQ  | Hagen Klein          | Real      | DNQ       |      |
| DNQ  | Reiner Koster        | MBA       | DNQ       |      |

## Resultados 50cc
El piloto suizo Stefan Dörflinger obtuvo una inesperada victoria ya que el español Ricardo Tormo era líder destcado y, a falta de una vuelta y con 38 segundos de ventjaa sobre Dörflinger, se quedó sin gasolina. Esta victoria le da el liderazgo de la clasificación general al suizo.
| Pos. | Piloto              | Moto       | Tiempo     | Pts. |
| ---- | ------------------- | ---------- | ---------- | ---- |
| 1    | Stefan Dörflinger   | Kreidler   | 34:12.400  | 15   |
| 2    | Hans Spaan          | Kreidler   | +24.880    | 12   |
| 3    | Rainer Kunz         | MBA        | +25.300    | 10   |
| 4    | Zdravko Matulja     | Tomos      | +42.190    | 8    |
| 5    | George Looijesteijn | Kreidler   | +57.640    | 6    |
| 6    | Reiner Scheidhauer  | Kreidler   | +1:08.700  | 5    |
| 7    | Gerhard Bauer       | Ziegler    | +1:10.920  | 4    |
| 8    | Otto Machinek       | Kreidler   | +1:22.270  | 3    |
| 9    | Mario Stocco        | Kreidler   | +1:23.680  | 2    |
| 10   | Jos van Dongen      | Kreidler   | +1:39.870  | 1    |
| 11   | Claudio Granata     | Kreidler   | +1:46.870  |      |
| 12   | Thomas Engl         | Engl       | +1 Vuelta  |      |
| 13   | Kasimir Rapczynski  | Kreidler   | +1 Vuelta  |      |
| 14   | Mijo Lisjak         | Kreidler   | +1 Vuelta  |      |
| 15   | Stefan Kurfiss      | Kreidler   | +2 Vueltas |      |
| 16   | Mika-Sakari Komu    | Kreidler   | +2 Vueltas |      |
| 17   | Bojan Miklos        | Kreidler   | +2 Vueltas |      |
| 18   | T. Persic           | Sever      | +2 Vueltas |      |
| 19   | Ian McConnachie     | Rudge      | +2 Vueltas |      |
| 20   | Reiner Koster       | Kroko      | +2 Vueltas |      |
| Ret  | Ricardo Tormo       | Garelli    | Ret        |      |
| Ret  | Massimo de Lorenzi  | Minarelli  | Ret        |      |
| Ret  | Theo Timmer         | Casal      | Ret        |      |
| Ret  | Gerhard Singer      | Kreidler   | Ret        |      |
| Ret  | Hagen Klein         | FKN        | Ret        |      |
| Ret  | Claudio Lusuardi    | Moto Villa | Ret        |      |
| Ret  | Paul Rimmelzwaan    | Roton      | Ret        |      |
| Ret  | Paul Bordes         | Moto 2L    | Ret        |      |
| Ret  | Ingo Emmerich       | EV         | Ret        |      |
| Ret  | Peter Verbic        | Kreidler   | Ret        |      |
| Ret  | Mauro Mordenti      | Rossi      | Ret        |      |
| Ret  | Lajos Horti         | Kreidler   | Ret        |      |
| Ret  | Uros Tomanovic      | Kreidler   | Ret        |      |
| Ret  | Radovan Stanojevic  | Sever      | Ret        |      |
| Ret  | Rajko Mitrovic      | Sever      | Ret        |      |
| Ret  | Klaus Kull          | Kawadrom   | Ret        |      |
| DNQ  | Hans Hummel         | HH-Sachs   | DNQ        |      |